# فوزر (أمر يونكس)
Fuser أمر يونكس لإظهار العمليات التي تستخدم ملف كمبيوتر محدد أو نظام ملفات أو مقبس يونكس .

## مثال
على سبيل المثال، للتحقق من معرفات العملية والمستخدمين الذين يصلون إلى محرك أقراص USB: 
```
$ 
fuser
 
-m
 
-u
 
/mnt/usb1

/mnt/usb1:   1347c(root)  1348c(guido)  1349c(guido)

```

يعرض الأمر معرفات العملية للعمليات باستخدام الملفات أو أنظمة الملفات المحددة. في وضع العرض الافتراضي، يتبع كل اسم ملف حرفًا يشير إلى نوع الوصول:
c
الدليل الحالي.
e
قابل للتنفيذ يجري تشغيله.
f
فتح الملف.
F
فتح ملف للكتابة.
r
دليل الجذر.
m
ملف mmap'ed أو مكتبة مشتركة
يمكن أيضًا استخدام الأمر للتحقق من العمليات التي تستخدم منفذ الشبكة: 
```
$ 
fuser
 
-v
 
-n
 
tcp
 
80

                     USER        PID ACCESS COMMAND

80/tcp:              root       3067 F.... (root)httpd

                     apache     3096 F.... (apache)httpd

                     apache     3097 F.... (apache)httpd

```

## خيارات
-k
يقتل كل عملية الوصول إلى ملف. على سبيل المثال، يقتل fuser -k / path / to / your / filename جميع العمليات التي تصل إلى هذا الدليل دون تأكيد. استخدام، أنا للتأكيد
-i ا
الوضع التفاعلي. يدفع قبل عملية القتل
-v
مطول.
-u
إلحاق اسم المستخدم
-ا
عرض جميع الملفات
-m
يحدد الاسم ملفًا على نظام ملفات مثبت أو جهاز كتلة مثبت. يتم سرد جميع العمليات التي تصل إلى الملفات على نظام الملفات هذا. إذا تم تحديد ملف الدليل، فسيتم تغييره تلقائيًا إلى اسم /. لاستخدام أي نظام ملفات قد يتم تحميله على هذا الدليل.